# Sinophorus ventosus
Sinophorus ventosus är en stekelart som beskrevs av Sanborne 1984. Sinophorus ventosus ingår i släktet Sinophorus och familjen brokparasitsteklar. Inga underarter finns listade i Catalogue of Life.